# Galliavola
Galliavola là một đô thị ở tỉnh Pavia trong vùng Lombardia của Ý, có cự ly khoảng 50 km về phía tây nam của Milan và khoảng 30 km về phía tây nam của Pavia. Tại thời điểm ngày 31 tháng 12 năm 2004, đô thị này có dân số 230 người và diện tích là 8,5 km².
Galliavola giáp các đô thị sau: Ferrera Erbognone, Lomello, Pieve del Cairo, Villa Biscossi.